# Iwanowka (Amur, Iwanowski)
Iwanowka (russisch Ива́новка) ist ein Dorf (selo) in der Oblast Amur (Russland) mit 6516 Einwohnern (Stand 1. Oktober 2021).

## Geographie
Der Ort liegt etwa 35 km Luftlinie ostnordöstlich des Oblastverwaltungszentrums Blagoweschtschensk im Westteil der Seja-Bureja-Ebene. Es befindet sich am linken Ufer des gleichnamigen Flusses Iwanowka, der etwa 20 km westlich von links in die Seja mündet.
Iwanowka ist Verwaltungssitz des Rajons Iwanowski und Sitz der Landgemeinde Iwanowski selsowet, zu der neben dem Dorf Iwanowka noch die Dörfer Kreschtschenowka und Lugowoje gehören.

## Geschichte
Das Dorf wurde 1864 von Umsiedlern aus den Gouvernements Woronesch, Orjol und Astrachan gegründet und entwickelte sich schnell zu einem der größeren landwirtschaftlichen Zentren des Gebietes. Seit 1926 ist Iwanowka Sitz einer Rajonverwaltung.

### Bevölkerungsentwicklung
| Jahr | Einwohner |
| ---- | --------- |
| 1869 | 1151      |
| 1891 | 1872      |
| 1916 | 5366      |
| 1923 | 3827      |
| 1930 | 2982      |
| 1939 | 2602      |
| 1959 | 3034      |

| Jahr | Einwohner |
| ---- | --------- |
| 1970 | 4895      |
| 1979 | 5672      |
| 1989 | 7068      |
| 2002 | 6765      |
| 2010 | 6617      |
| 2021 | 6516      |

## Verkehr
Iwanowka liegt an der Regionalstraße R297, die bei Belogorsk von der Fernstraße M58 Amur Tschita – Chabarowsk abzweigt, und über Berjosowka kommend, wo sich 25 km nordnordwestlich von Iwanowka die nächstgelegene Bahnstation an der Transsib-Nebenstrecke Belogorsk – Blagoweschtschensk befindet, weiter nach Blagoweschtschensk führt. In südöstlicher Richtung verläuft eine Straße nach Tambowka mit Anschluss an die R461, nach Nordnordosten die weitere Verbindung zur gut 75 km entfernten M58 zwischen Wosschajewka und Jekaterinoslawka.